# Coniopteryx (Scotoconiopteryx) fumicolor
Coniopteryx (Scotoconiopteryx) fumicolor is een insect uit de familie van de dwerggaasvliegen (Coniopterygidae), die tot de orde netvleugeligen (Neuroptera) behoort. 
Coniopteryx (Scotoconiopteryx) fumicolor is voor het eerst wetenschappelijk beschreven door Meinander in 1972.